# Герцог Браганський

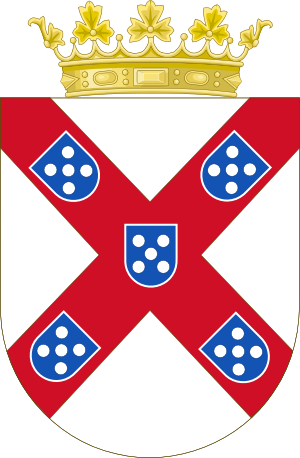
Герб Браганських герцогів.

Ге́рцог Брага́нський (порт. Duque de Bragança) — у Португальському королівстві спадковий титул голови Браганського дому, бічної гілки Португальського Бургундського дому. Один із найвищих і найстаріших шляхетських титулів королівства. Назва походить від міста Браганса. Створений 1442 року португальським королем Афонсу V для свого дядька, барселушського графа Афонсу, сина попереднього португальського короля Жуана I. Позначав сеньйора землеволодінь в районі Браганського замку і Шавеша, господаря палаців у Вілі-Вісозі, Барселуші, Гімарайнші, Еворі, Лісабоні. Після того як в 1640 році браганський герцог Жуан зійшов на королівський престол під іменем Жуана IV, титул герцогів Браганських став використовувався офіційними спадкоємцями португальського трону, принцами Португальськими. Після 5 жовтня 1910 року, внаслідок повалення монархії й встановлення Першої Республіки, ряд претендентів на португальську корону проголосили себе герцогами і герцогинями Браганськими.

## Герцоги
1. 30 грудня 1442 — 15 грудня 1461: Афонсу I Браганський
2. 15 грудня 1461 — 1 квітня 1478: Фернанду I Браганський
3. 1 квітня 1478 — 20 червня 1483: Фернанду II Браганський
4. 20 червня 1483 — 20 вересня 1532: Жайме I Браганський
5. 20 вересня 1532 — 20 вересня 1563: Теодозіу I Браганський
6. 20 вересня 1563 — 22 лютого 1583: Жуан I Браганський
7. 22 лютого 1583 — 29 листопада 1630: Теодозіу II Браганський
8. 29 листопада 1630 — 27 жовтня 1645: Жуан II Браганський (згодом — король Жуан IV)
9. 27 жлвтня 1645 — 6 грудня 1653: Теодозіу III Браганський, принц Бразильський.
10. 6 грудня 1656 — 12 вересня 1683: Афонсу ІI Браганський (згодом — король Афонсу VI)
11. 22 жовтня 1689 — 6 червня 1714: Жуан II Браганський (згодом — король Жуан V)
12. 6 червня 1714 — 31 липня 1750: Жозе I Браганський (згодом — король Жозе I)
13. 31 липня 1750 — 24 лютого 1777: Марія I Браганська (згодом — королева Марія I)
14. 24 лютого 1777 — 11 вересня 1778: Жозе IІ Браганський
15. 11 вересня 1778 — 10 березня 1826: Жуан IІI Браганський (згодом — король Жуан VI)
16. 26 квітня 1826 — 24 вересня 1834: Педру I Браганський (згодом — король Педру IV, бразильський імператор Педру I)
17. 2 травня 1826 — 15 листопада 1853: Марія IІ Браганська (згодом — королева Марія IІ)
18. 26 травня 1834 — 14 листопада 1866: Мігел Браганський (згодом — король Мігел I)
19. 15 листопада 1853 — 11 листопада 1861: Педру IІ Браганський (згодом — король Педру V)
20. 28 вересня 1863 — 19 жовтня 1889: Карлуш Браганський (згодом — король Карлуш I)
21. 19 жовтня 1889 — 1 лютого 1908: Луїш-Філіпе Браганський

## Герби

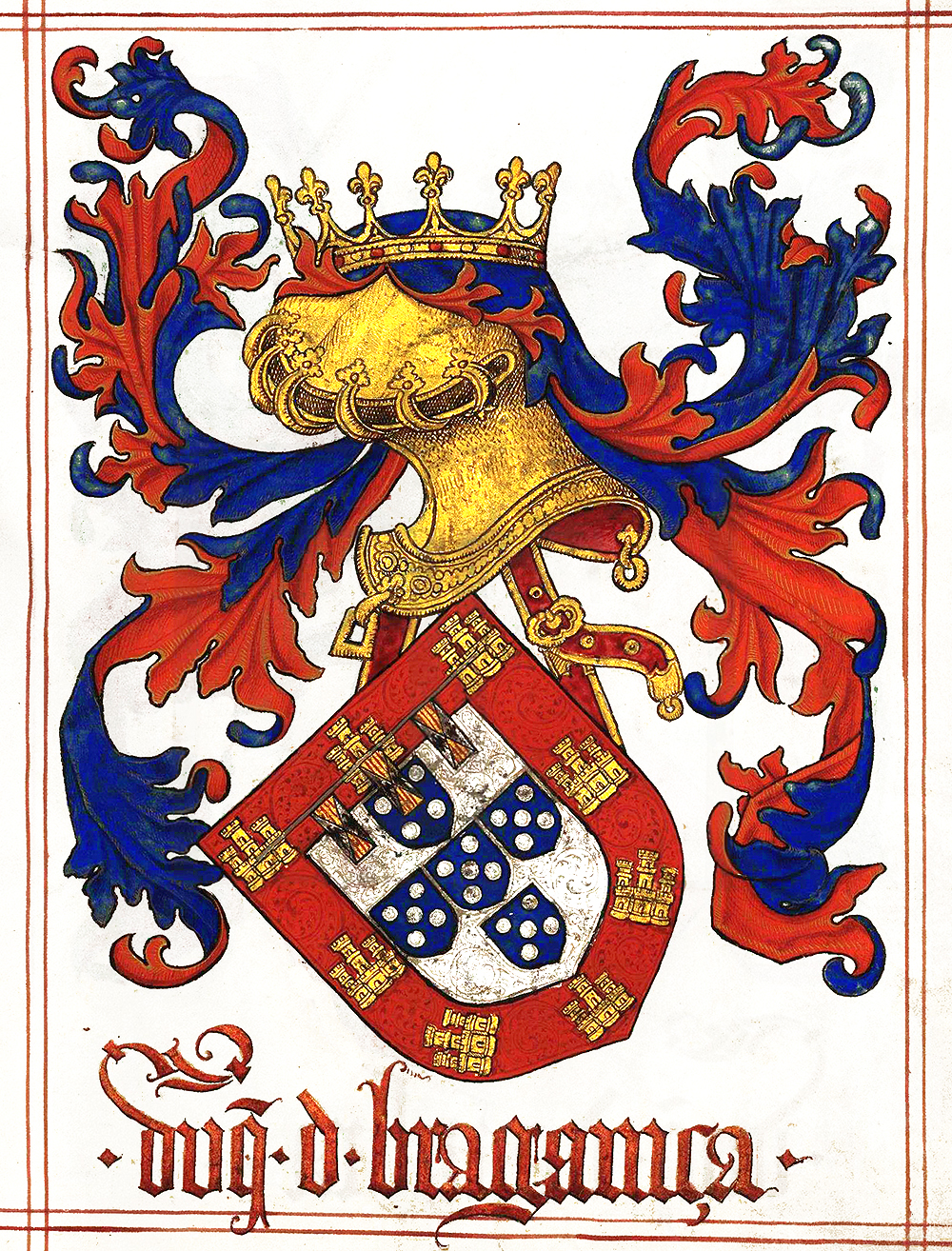
Герцог Браганський «Livro do Armeiro-Mor», 1509
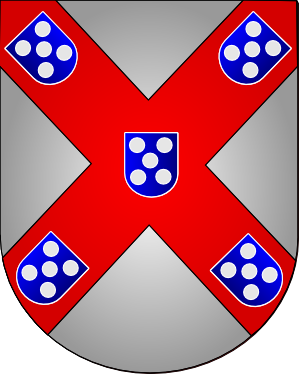
Герб Браганського герцогства

## Звертання
У листуванні й документації імена й титули герцогів Браганських супроводжувалися особливими звертаннями.
До герцогів; до 1640 року:
- Ваша Найясніша Високосте (порт. Sua Alteza Sereníssima, SAS).
- Ваша Найясніша Герцогська Високосте (порт. Sua Alteza Sereníssima Ducal, SASD).
- Найясніша Високосте (порт. Alteza Sereníssima, AS)
- Найясніша Герцогська Високосте (порт. Alteza Sereníssima Ducal, ASD)

До герцогів, спадкоємців престолу; після 1640 року:
- Ваша Королівська Високосте (порт. Sua Alteza Real, SAR)
- Королівська Високосте (порт. Alteza Real, AR)